# Pancerniki typu Normandie
Pancerniki typu Normandie – projektowane francuskie pancerniki, które zostały zamówione przed I wojną światową. Nosiły nazwy pochodzące od prowincji Francji. Nigdy nie ukończono budowy (chociaż zwodowano jednostki), ponieważ wojna się skończyła i okręty stały się przestarzałe. Rozważano modernizacje, ale żadnego planu nie wprowadzono w życie. Jedynie "Béarn" został przerobiony i ukończony jako lotniskowiec. Gdy trwały rozmowy nad traktatem waszyngtońskim, Francja umiejętnie wykorzystała te przestarzałe jednostki, godząc się (i tak już planowane do rozbiórki) okręty "poświęcić", przez co mogła osiągnąć inne interesujące ją zapisy traktatowe.

## Okręty
- Béarn – budowany w Société Nouvelle des Forges et Chantiers de la Méditerranée(inne języki), La Seyne, stępkę położono 10 stycznia 1914, zwodowany w kwietniu 1920, przerobiony na lotniskowiec i ukończony w 1927. Wycofany ze służby na początku lat 50. XX wieku i złomowany w 1967.
- Normandie – budowany w A & CH Saint-Nazaire – stępkę położono 18 kwietnia 1913, zwodowany 19 października 1914, rozebrany w 1924
- Flandre – budowany w Arsenal de Brest(inne języki) – stępkę położono 1 października 1913, zwodowany 20 października 1914, rozebrany w 1924
- Gascogne – budowany w Arsenal de Lorient – stępkę położono 1 października 1913, zwodowany 20 września 1914, rozebrany w 1924
- Languedoc – budowany w FC de la Gironde Bordeaux – stępkę położono 18 kwietnia 1913, zwodowany 1 maja 1916, rozebrany w 1929

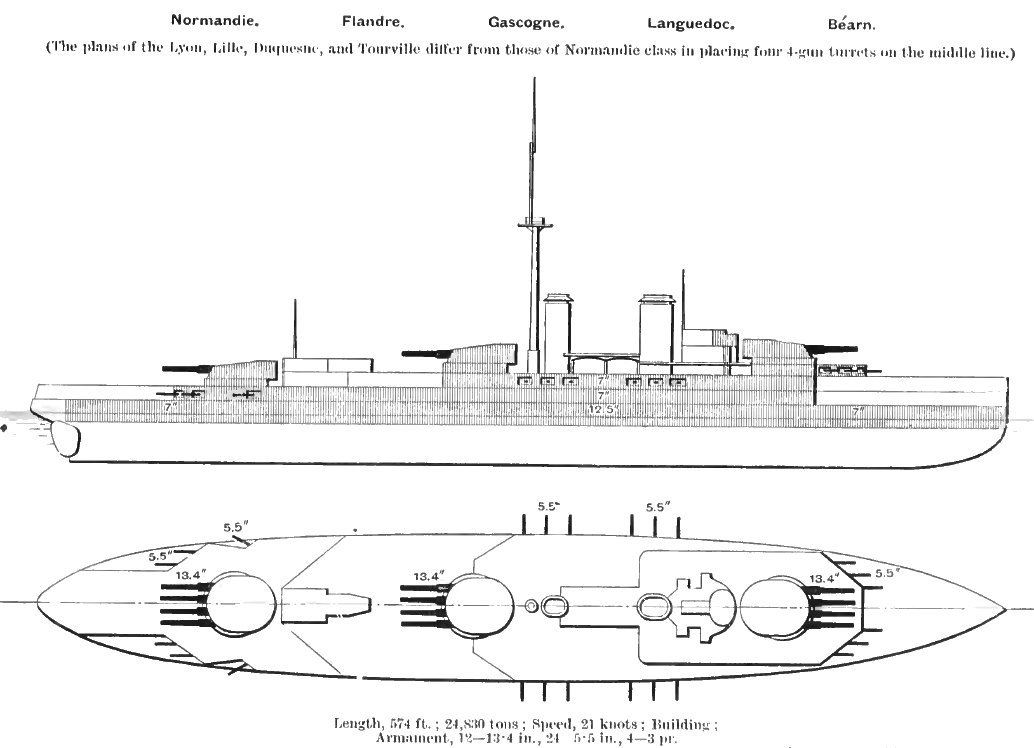
Schemat opancerzenia

## Dane techniczne
- Pancerz
  - boczny 300 mm
  - barbety 284 mm
  - górny pokład 50 mm
  - dolny pokład 50 mm
  - wieże 250 – 350 mm
  - kazamaty 160 – 180 mm
- Napęd
  - "Bearn" miał tylko turbiny parowe